# Spanish Rose
"Spanish Rose" («Rosa Española», en español), es una canción escrita por Van Morrison, grabada para Bang Records por su propietario y productor, Bert Berns. Fue publicada en 1967, en el álbum Blowin' Your Mind! y en varios álbumes recopilatorios posteriores. También se publicó en el sencillo "Brown Eyed Girl". 

## Escrita y grabación
"Spanish Rose" fue escrita por Van Morrison y grabada para Bang Records por su propietario y productor, Bert Berns, el 29 de marzo de 1967.
Morrison y Berns discreparon durante las sesiones de grabación, ya que, mientras Berns quería grabar música más comercial, al estilo de los éxitos del género Brill Building, como Spanish Rose, Morrison quería grabar música más compleja, como la de su canción  T.B. Sheets.

## Música y letra
Diversos críticos han comentado que la canción tiene un estilo español o latino. En concreto,  el crítico musical Johnny Rogan dijo que tenía un estilo flamenco La canción incorpora  la guitarra española, marimbas y un ritmo latino de dos pasos.  El crítico de Allmusic Matthew Greenwald aprecia similitudes entre Brown Eyed Girl y esta Spanish Rose, que usan un melodía de tres acordes y unas letras que «rememoran el pasado, incluyendo nombres, momentos y lugares». El biógrafo de Morrison, Peter Mills, ve un parecido con la canción Spanish Harlem, un éxito del sencillo del cantante Ben E. King, escrito por el compositor de música  Brill Building   Jerry Leiber y por Phil Spector.

## Aceptación
Greenwald estimó que Spanish Rose fue, posiblemente, la última canción comercial de Morrison dirigida al estilo de música de la radio AM, antes de pasarse a un material más orientado al estilo de la radio FM, por la que se hizo conocido . El colaborador en The Rolling Stone Album Guide, Paul Evans, afirmó que, si bien Spanish Rose no era tan sobresaliente como Brown Eyed Girl, tenía, sin embargo, una «perfección pegadiza que nunca alcanzan la mayoría de las bandas». En su reseña de Blowin' Your Mind!, en 1955, el crítico musical de la revista Entertainment Weekly,  Bob Cannon, afirmó que Spanish Rose «había soportado mejor el paso del tiempo que la canción de portada del disco». Por otro lado, el biógrafo de Morrison, Erik Hage, veía esta canción como «realmente pobre».
En 1971, Spanish Rose se volvió a publicar en formato  sencillo. También se ha vuelto a publicar en varios álbumes recopilatorios, incluyendo The Essential Van Morrison en 2015, y en muchas recopilaciones de las sesiones de grabación de Bang Records.